# Mark 6
O Mark 6 foi uma inha de bombas nucleares dos Estados Unidos da América baseado na anterior Mark 4 bomba nuclear e seu antecessor, o Mark 3 (Fat Man) bomba nuclear design.
O Mark 6 foi produzido 1951-1955 e teve serviço até 1962. Sete variantes e versões foram produzidas, com uma produção total de execução de todos os modelos de 1.100 bombas.
O design básico Mark 6 foi de 61 polegadas de diâmetro e 128 cm de comprimento, as mesmas dimensões de base como o do Fat Man. Vários modelos pesava entre 7 600 quilogramas e 8 500 quilogramas.
Os primeiros modelos da marca 6 utilizou o mesmo 32 pontos do sistema de implosão conceito de design que a marca anterior 4 e Mark 3, o Mark 6 Mod 2 e depois usou um diferente ponto de implosão do sistema 60.
Vários modelos e pit opções deu rendimentos nuclear de 8, 26, 80, 154 e 160 quilotons de TNT por Mark 6 modelos.